# Trichosanthes pilosa
Trichosanthes pilosa är en gurkväxtart som beskrevs av João de Loureiro. Trichosanthes pilosa ingår i släktet Trichosanthes och familjen gurkväxter. Utöver nominatformen finns också underarten T. p. roseipulpa.